# Therapis flavicaria
Therapis flavicaria là một loài bướm đêm thuộc họ Geometridae. Nó được tìm thấy ở tây nam và Đông Âu, phía đông đến Thổ Nhĩ Kỳ, Nga và Gruzia.
Sải cánh dài 26–30 mm.

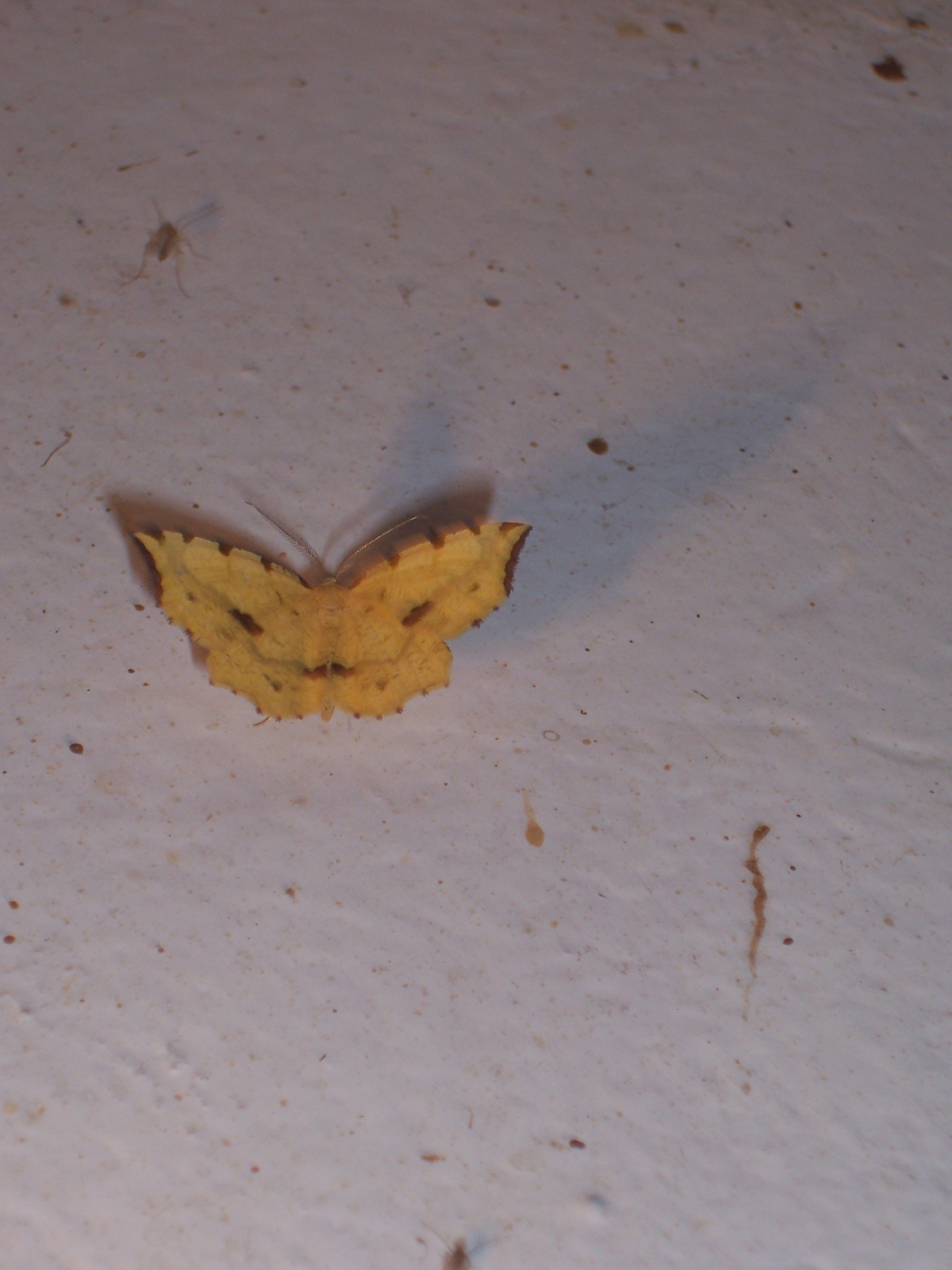

Ấu trùng ăn các loài various Lamiaceae, bao gồm Lamium và Galeopsis.